# الیور هانلان
الیور هانلان (انگلیسی: Olivier Hanlan؛ زادهٔ ۱۵ فوریهٔ ۱۹۹۳) بازیکن بسکتبال اهل کانادا است.

## حرفه
وی در مسابقات کشوری و بین‌المللی در مجموع برندهٔ ۱ مدال برنز شده‌است.